# وی‌اس‌ویل
وی‌اس‌ویل (به لاتین: Viesville) یک منطقهٔ مسکونی در بلژیک است که در پون-ا-سل واقع شده‌است.